# London Polytechnic Water Polo Club
El London Polytechnic Water Polo Club es un club de waterpolo inglés con sede en la ciudad de Londres.

## Historia
El club fue creado en 1874 como parte del instituto politécnico central de Londres.
El equipo es conocido como el "Poly".

## Palmarés
- 17 veces campeón de la liga Nacional británica de waterpolo masculino